# Jacques Carette
Jacques Carette, född den 1 mars 1947 i Roubaix, Frankrike, är en fransk friidrottare inom kortdistanslöpning.
Han tog OS-brons på 4 x 400 meter vid friidrottstävlingarna 1972 i München.